# Franse paradox

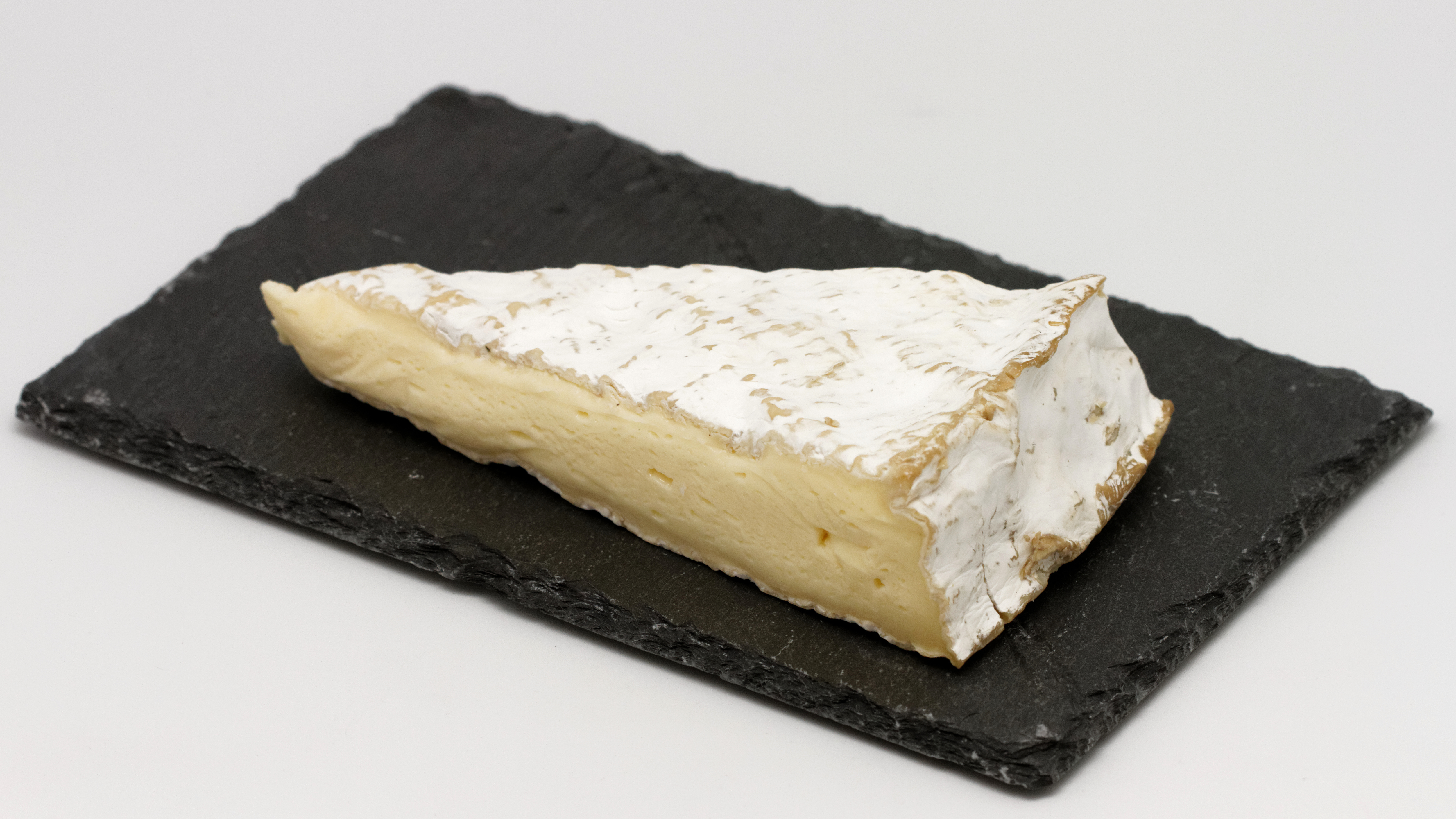
Brie de Meaux, AOC

De Franse paradox slaat op de paradox, dat de Fransen over het algemeen voeding met veel verzadigde vetten eten, maar toch weinig aan hartkwalen lijden. De Ierse arts Samuel Black tekende dit in 1819 voor het eerst op. De gangbare verklaring schrijft dit toe aan hun verbruik van rode wijn.

## De paradox
Volgens de FAO
at de gemiddelde Fransman 108 gram dierlijk vet per dag in 2002 terwijl de gemiddelde Amerikaan er maar 72 at. Fransen eten vier keer meer boter, 60 procent meer kaas en drie keer zoveel varkensvlees. Hoewel de Fransen maar lichtjes meer vet eten in het geheel (171 gram per dag tegen 157 gram per dag), eten ze veel meer verzadigde vetzuren, omdat de Amerikanen meer vetzuren eten in de vorm van plantaardige olie, vooral sojaolie.
De Britse Hartstichting gaf een sterftegraad vanwege hartkwalen van 115 per 100.000 mannen tussen 35 en 74 jaar in de VS en maar 83 per 100.000 in Frankrijk. Statistieken van de Wereldgezondheidsorganisatie WHO over 1990 - 2000 duiden erop, dat hartkwalen in Frankrijk onderschat zijn en even hoog kunnen liggen als in de buurlanden.

## Rode wijn
Het werd verondersteld, dat het feit dat de Fransen zoveel rode wijn drinken de paradox uitlegt. Dit kan verband houden met alcohol, resveratrol of procyanidine in rode wijn.

### Alcohol
Onderzoek wijst uit dat matige drinkers van alcohol minder kans maken op een hartaanval dan zware drinkers of geheelonthouders.
De alcohol in rode wijn zou dus een factor kunnen vormen. Het verschil tussen het jaarlijks verbruik van alcohol in de VS van 8,6 liter en het Frans verbruik (11,4 liter) is gering. Het Frans verbruik ligt lager dan dat in Luxemburg (15,6 liter), Tsjechië (13 liter), Hongarije (13,6 liter), Duitsland (12 liter) en Kroatië (12,3 liter), waar geen soortgelijke paradox is waargenomen.
Studies zijn er tegenstrijdig over of gematigd verbruik van wijn, bier of sterkedrank beter of slechter is voor een lang leven. Van tien studies vinden er drie dat wijn beter is, drie dat bier beter is, drie dat sterkedrank beter is en een vindt geen verschil.

### Resveratrol
Rode wijn en witte in mindere mate bevatten resveratrol. De concentratie van enkele milligram per liter wijn lijkt te laag om de paradox te verklaren.

### Procyanidine
Roger Corder heeft in wijn oligomere procyanidine aangetroffen. Die zouden de bloedvaten beschermen. Tests op 165 wijnen wijzen erop, dat de meeste procyanidines zitten in Europese rode wijn uit streken die overeenkomen met lange levensduur. De meeste zitten in wijn van de Tannat-druif, die groeit in Gers in Zuid-West-Frankrijk, bijvoorbeeld Madiran-wijn.
Er zit tot een gram procyanidine in een liter wijn. 200 tot 300 mg per dag verlaagt de bloeddruk. Twee glazen wijn bevatten zoveel. Ook het verwante catechine wordt genoemd.

## Andere verklaringen

### Franse keuken
In zijn boek The Fat Fallacy verklaart Will Clower de Franse paradox anders:
- Goede en slechte vetzuren — Fransen nemen 80 % van hun vet in uit zuivel: melk, kaas, boter, yoghurt.
- Ze eten meer vis (drie keer per week).
- Ze eten kleinere porties[17] en nemen meer tijd om aan tafel te eten, zodat hun vertering beter loopt.
- Ze eten weinig suiker.
- Ze snoepen minder tussen de maaltijden.
- Ze vermijden frisdranken en fast food.

### Klimaat
Frankrijk heeft een mediterraan klimaat. Dit nodigt uit om meer tijd in open lucht door te brengen en gaat gepaard met meer lichaamsbeweging. Een studie van Scarabin et al. uit 2003 vergelijkt activiteit en gezondheid van mannen in Toulouse en in Belfast.

### Artsen
Een andere verklaring luidt, dat Franse artsen minder geneigd zouden zijn om hartfalen als doodsoorzaak te vermelden. Dit blijkt inderdaad zo te zijn, maar zelfs als voor dit verschil een correctie wordt toegepast, blijft de paradox bestaan.

### Inhaalbeweging
Het huidige sterftecijfer komt voort van vetinname in het verleden. De huidige vetinname zal het sterftecijfer in de toekomst beïnvloeden. Zo vergeleken komt Frankrijk op dezelfde hoogte als andere landen.

### Transvet
In zijn boek legt Frank Cooper de Franse paradox uit doordat de Fransen vooral vet innemen als kaas en room terwijl Amerikanen nogal wat transvet eten onder vorm van chemisch verzadigde plantaardige olie. In het boek legt Michael Pollan de paradox uit doordat de Fransen natuurlijk voedsel eten terwijl in de VS meer industrieel verwerkt voedsel genuttigd wordt. Een studie vindt geen verband tussen verbruikt vet en hartkwalen, wel tussen transvet en hartkwalen.